# Battus polydamas antiquus
Battus polydamas antiquus là một phụ loài bướm ngày đã tuyệt chủng thuộc họ Papilionidae. Nó chỉ được nhà nghiên cứu sâu bọ Anh Dru Drury miêu tả năm 1770. Nó là loài đặc hữu của Antigua.